# سوک-یین لی
سوک-یین لی (انگلیسی: Sook-Yin Lee) خواننده، بازیگر، کارگردان و مجری رادیو اهل کانادا است. وی از سال ۱۹۹۰ میلادی تاکنون مشغول فعالیت بوده‌است.
از فیلم‌ها یا مجموعه‌های تلویزیونی که وی در آن‌ها نقش داشته‌است، می‌توان به دوست ناباب و ۳ سوزن اشاره نمود.